# Friedrich Schulze (Architekt)
Friedrich Schulze, häufig auch Friedrich Schulze-Colbitz bzw. Friedrich Schulze-Kolbitz, (* 8. März oder 18. März 1843 in Colbitz; † 30. Juli 1912 in Steglitz bei Berlin; vollständiger Name: Johann David Friedrich Otto Schulze) war ein deutscher Architekt und preußischer Baubeamter.

## Leben

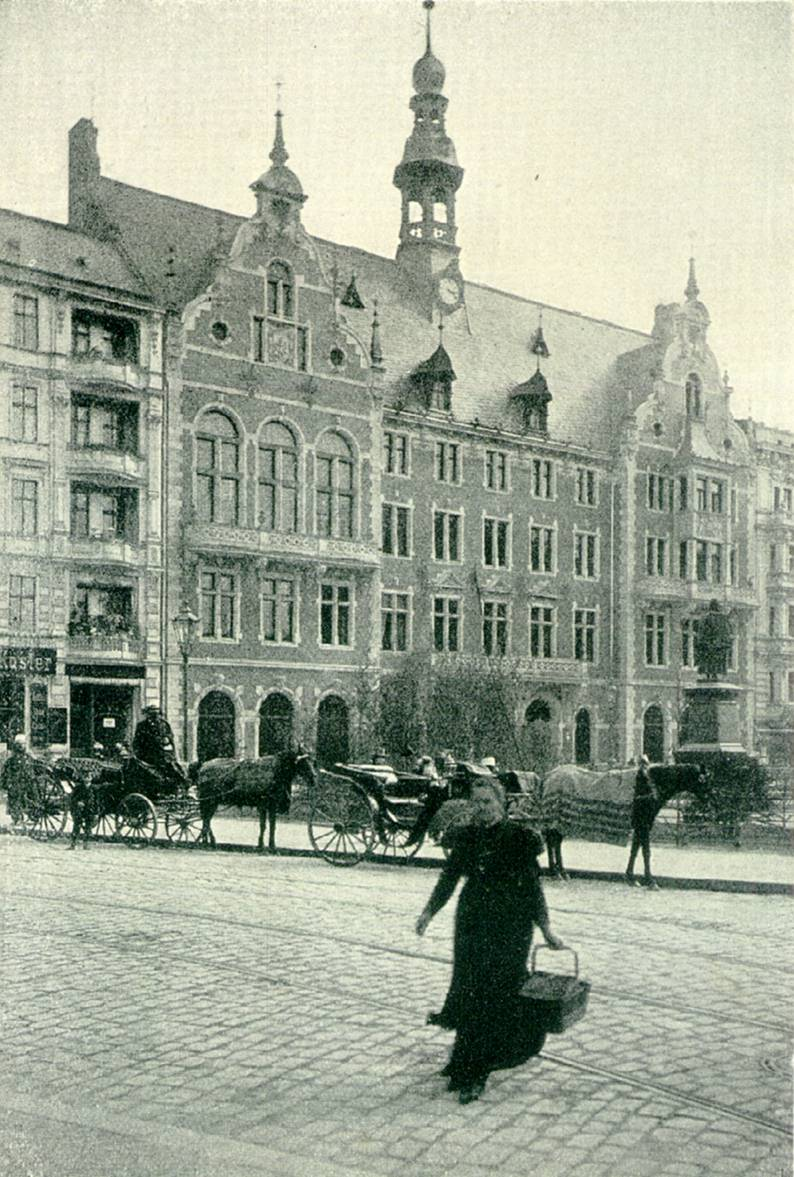
Altes Rathaus Schöneberg, 1895

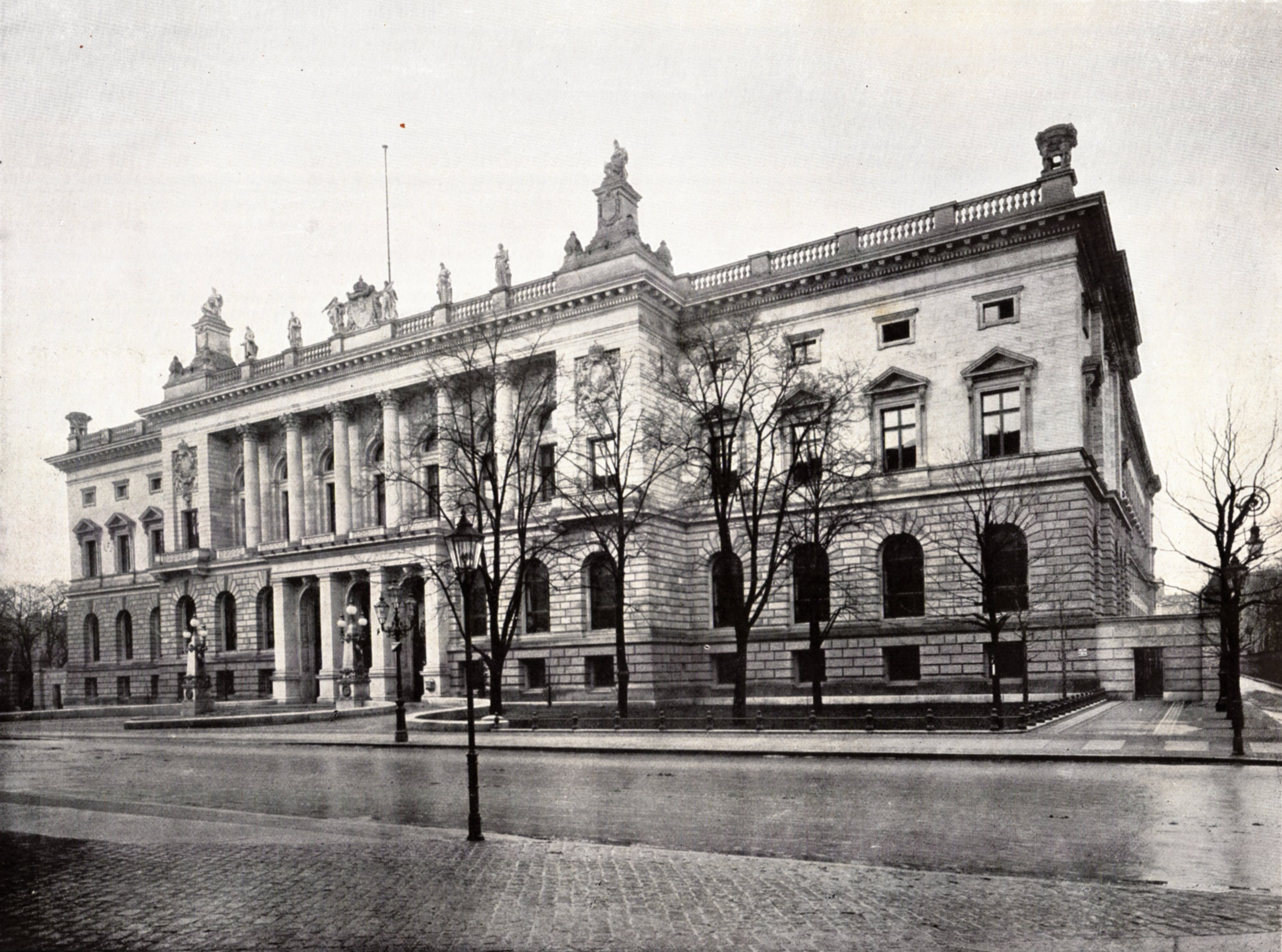
Preußisches Abgeordnetenhaus, 1900

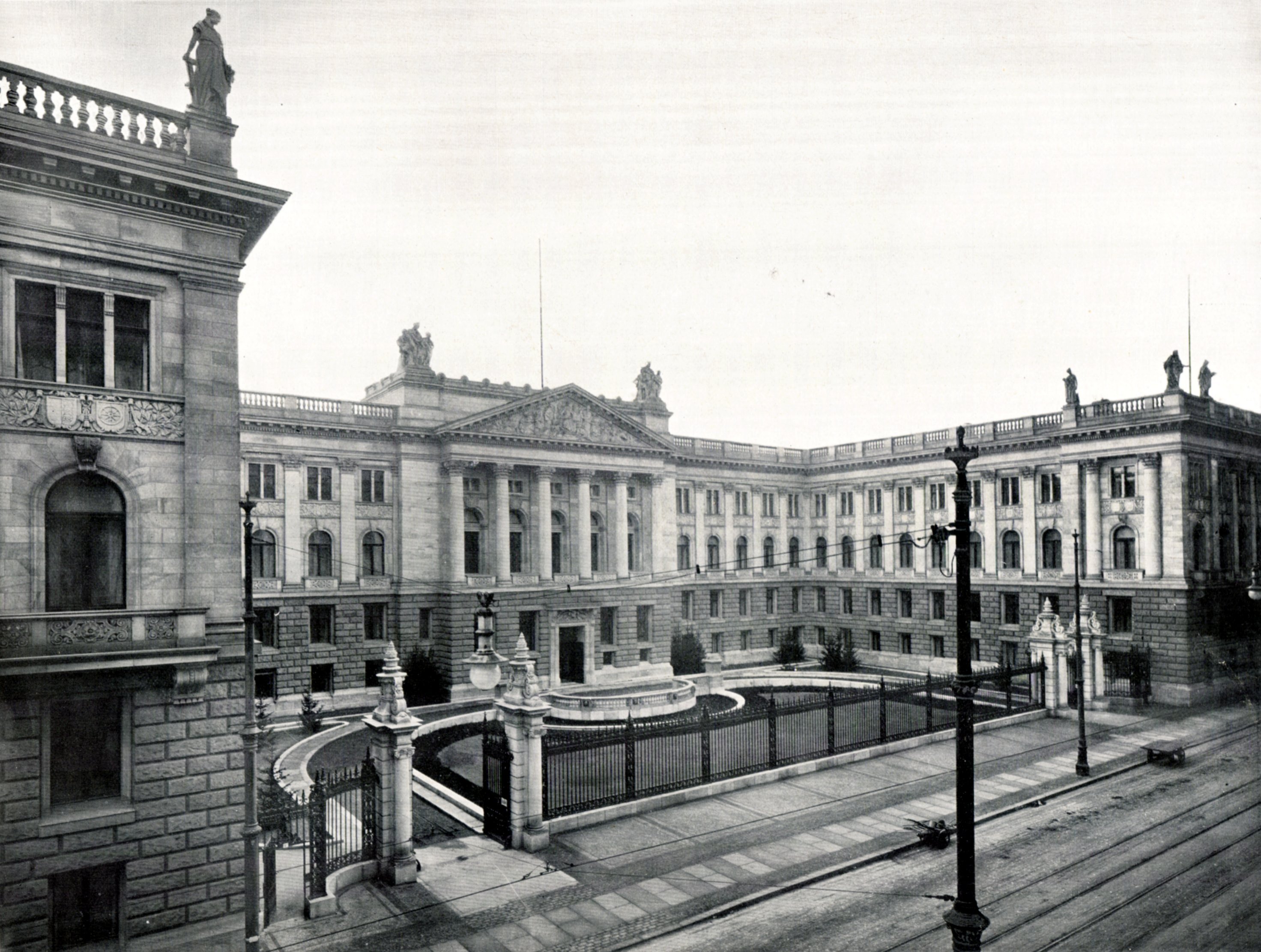
Preußisches Herrenhaus, kurz nach der Fertigstellung, 1904

Friedrich Schulze lebte seit 1862 in Berlin, wo er nach dem Abitur von 1862 bis 1867 an der Berliner Bauakademie studierte, unterbrochen durch seine Teilnahme am Preußisch-Österreichischen Krieg 1866. Neben dem Studium arbeitete er als Assistent des Architekten Friedrich Adler. Bis zur Baumeisterprüfung 1873 war er als Bauführer im Eisenbahnbau tätig, unterbrochen durch seine Teilnahme am Deutsch-Französischen Krieg 1870/1871. Am 19. April 1874 wurde sein Sohn Otto geboren, der ebenfalls Architekt wurde. Im Jahr 1873 erhielt Friedrich Schulze eine Anstellung bei der Ministerial-Baukommission und unterrichtete nebenberuflich an der Berliner Gewerbeakademie. Als Landesbaurat holte ihn Friedrich Adler 1877 in seinen Mitarbeiterstab im preußischen Ministerium der öffentlichen Arbeiten. 1879 war er kurz bei der Bezirksregierung Kassel tätig, kehrte aber bereits 1880 als Bauinspektor zur Ministerial-Baukommission nach Berlin zurück. 1892 wurde er Mitglied des Vorstandes des Architektenvereins zu Berlin, dem er seit 1870 angehörte. Als Folge eines Autounfalls 1907 trat er am 1. Januar 1909 in den Ruhestand.

## Bauten und Entwürfe
- ab 1873: Erweiterungsbauten der Charité in Berlin-Mitte
- 1874: Anbau für die Tierarzneischule, Luisenstraße in Berlin-Mitte
- 1875–1876: Bauleitung bei der Erweiterung des Ministeriums der öffentlichen Arbeiten, Voßstraße 35 in Berlin-Mitte (zerstört)
- 1880–1882: Luisengymnasium, Turmstraße in Berlin-Moabit
- 1882: Victoria-regia-Haus des Botanischen Gartens in Berlin-Lichterfelde[3]
- 1884–1886: Augusta-Töchterschule und Lehrerinnenseminar, Kleinbeerenstraße in Berlin-Kreuzberg
- 1885–1886: Umbau der Dreifaltigkeitskirche in Berlin-Mitte
- 1888–1890: Friedrich-Wilhelm-Gymnasium, Kochstraße 13 in Berlin-Kreuzberg
- 1891–1892: Rathaus Schöneberg (altes Rathaus), Bahnstraße (ab 1893: damaliger Kaiser-Wilhelm-Platz) in Berlin-Schöneberg (zerstört)
- 1891–1893: Gemeindeschule und Prinz-Heinrich-Gymnasium in Berlin-Schöneberg
- 1892: Bauten für den Botanischen Garten in Berlin-Lichterfelde
- 1892: Umgestaltung der Sophienkirche in Berlin-Mitte
- 1892–1894: Heilandskirche in Berlin-Moabit (weitere Planungsbeteiligte: Paul Kieschke, Max Hasak)
- 1892–1898: Preußisches Abgeordnetenhaus, Prinz-Albrecht-Straße (heute: Niederkirchnerstraße) in Berlin-Mitte
- 1898–1904: Preußisches Herrenhaus, Leipziger Straße 3/4 in Berlin-Mitte